# 100. rocznica powstania listopadowego (monety)
100. rocznica powstania listopadowego – monety okolicznościowa i próbna o identycznych motywach awersu i rewersu, nominale 5 złotych, bite w srebrze z datą 1930. Moneta próbna była również bita w brązie. Na rewersie umieszczono sztandar z drzewcem zakończonym głowicą w formie orzełka, na płacie sztandaru napis: „HONOR i OJCZYZNA”, poniżej: „1830 1930 W SETNĄ ROCZNICĘ POWSTANIA”, na dole, po obu stronach drzewca, inicjały projektanta WJ, a z lewej strony u dołu herb Kościesza – znak Mennicy Państwowej. Na awersie znajduje się  godło – orzeł w koronie, dwie cyfry 5 po obu stronach orła, poniżej napis „ZŁOTYCH”, a na dole rok emisji – 1930. Na rancie wybito wklęsły napis: „SALUS REIPUBLICAE SUPREMA LEX” (pol. dobro Rzeczypospolitej najwyższym prawem).

Monety 100. rocznica powstania listopadowego
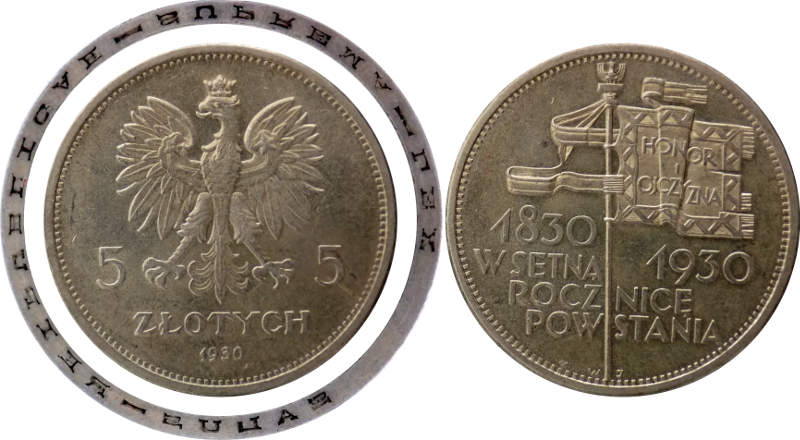
Obiegowa – stempel płytki
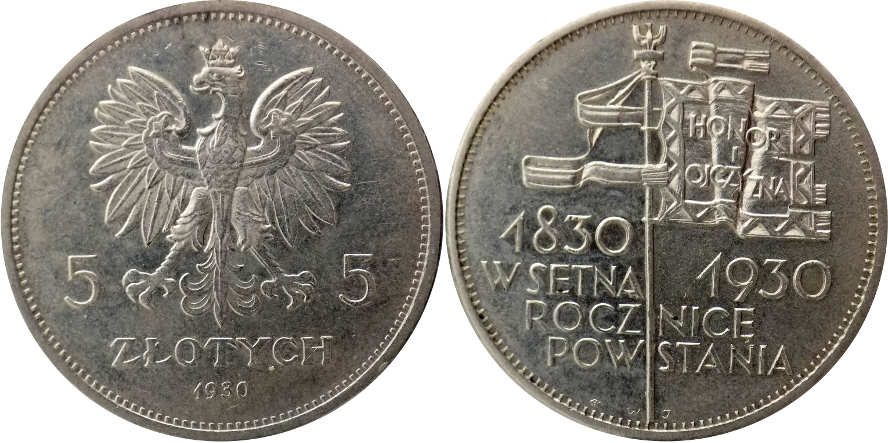
Obiegowa – stempel głęboki
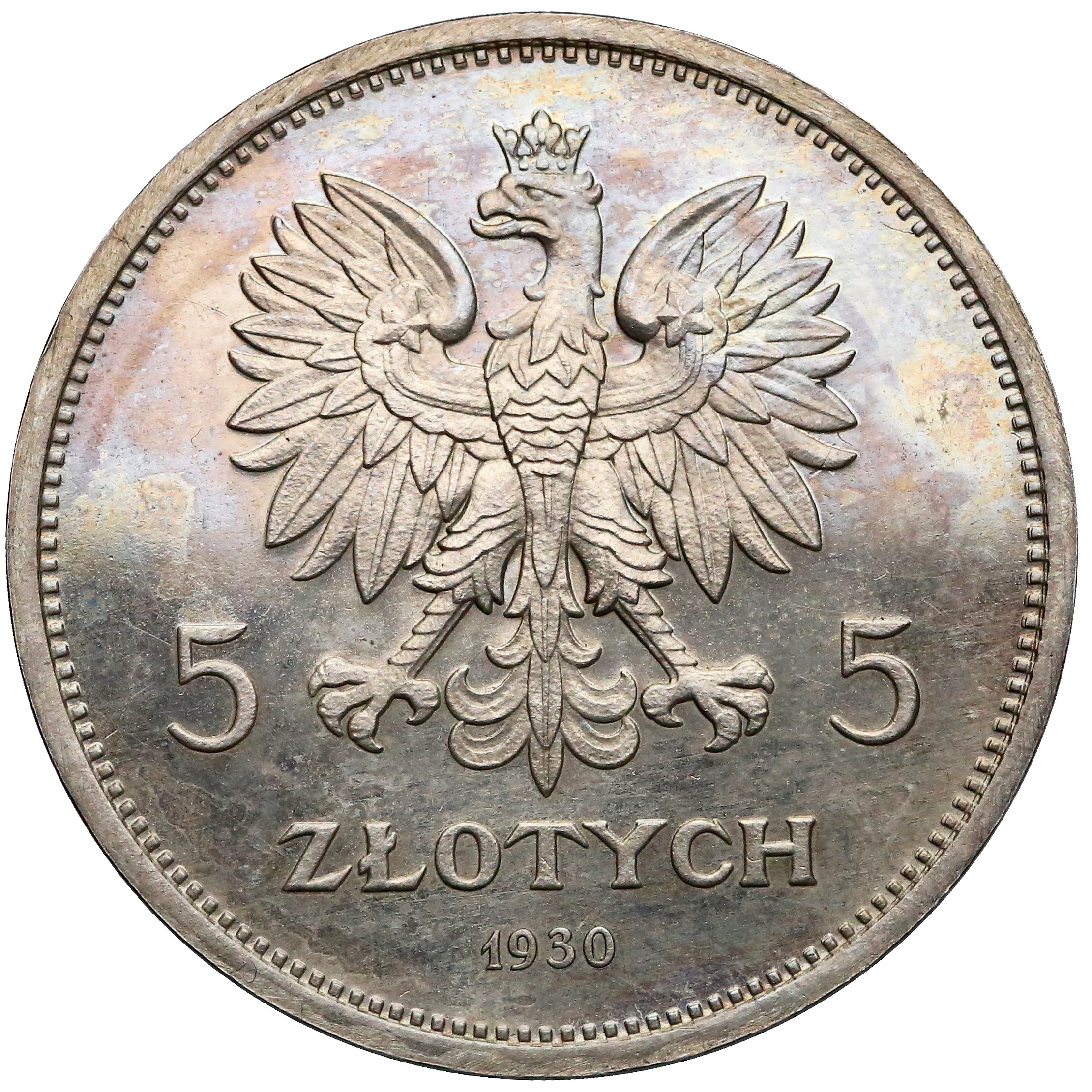
Próbna lustrzanka – stempel głęboki awers
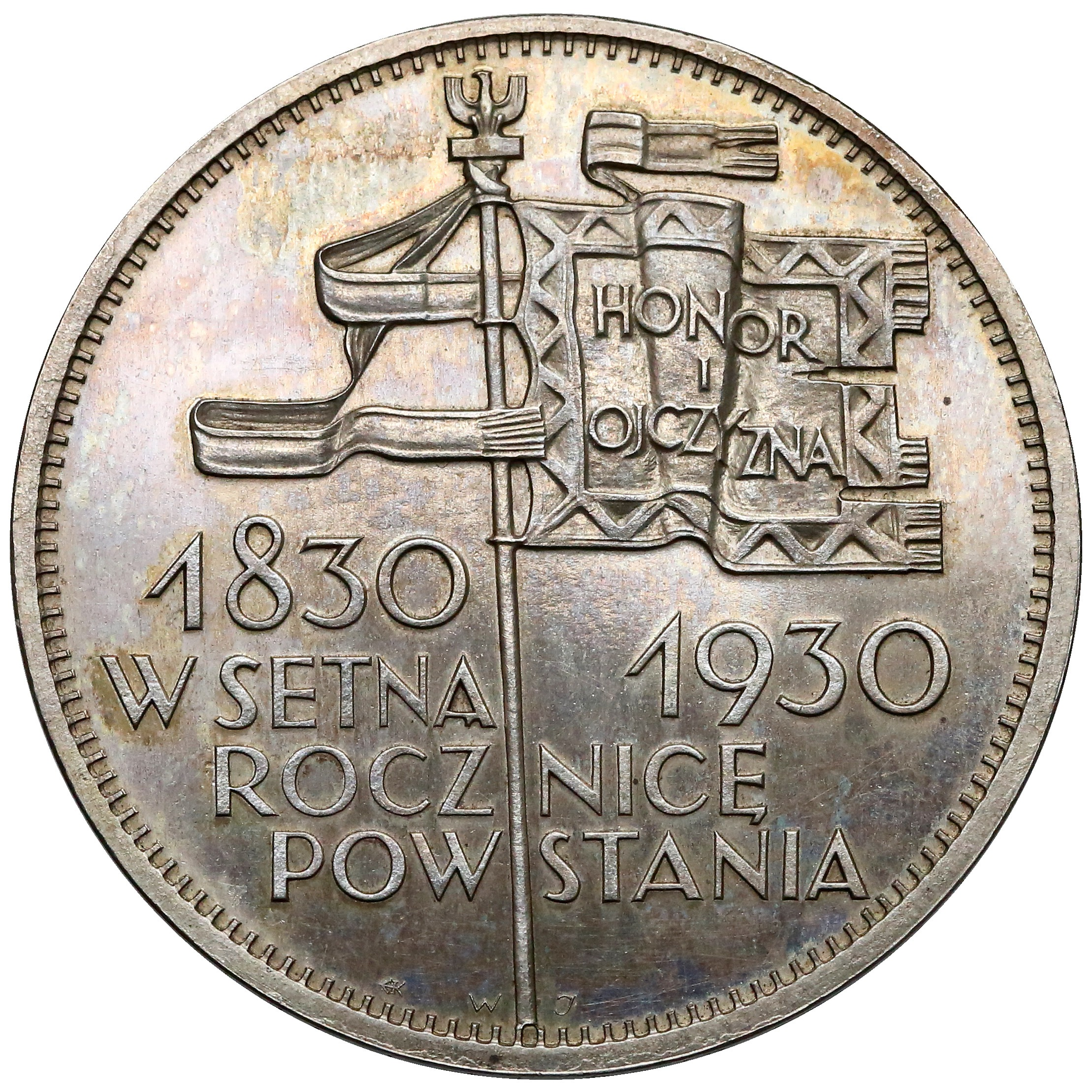
Próbna lustrzanka – stempel głęboki rewers